# Déli tőkegomba
A déli tőkegomba (Cyclocybe cylindracea) a harmatgombafélék családjába tartozó, Európa déli részein gyakori, puhafákon növő, ehető gombafaj.

## Megjelenése
A déli tőkegomba kalapjának átmérője 4-10 cm, fiatalon félgömbös, majd domborúvá, végül egészen laposra kiterül, ilyenkor széle hullámos, szabálytalan, beszakadozó. Felülete matt, száraz; fiatalon ráncos, gödörkés, szárazon táblásan felrepedezik. Színe okker- vagy csokoládébarnás, idősebben a szélétől kezdve halványokkeresre kifakul, közepe gyakran sötétebb marad. Húsa fehéres, viszonylag kemény; szaga és íze kellemes gombaillat, ill. -íz. 
Sűrűn álló lemezei kissé lefutók. Színük fehéres, idősen dohánybarna.
Spórapora dohánybarna. Spórái ellipszis alakúak, simák, méretük 8,5-11 x 5-6,5 µm.
Tönkje 5-10 cm magas és 1-1,5 cm vastag. Színe fehéres, felülete hosszan szálas, gallérja széles, felül bordás.

## Hasonló fajok
Egyéb tőkegombákkal, pl. a tavaszi rétgombával téveszthető össze. A mérgező gombák közül a sárga kénvirággomba hasonlíthat rá. 

## Elterjedése és élőhelye
Európában és a mediterrán térségben honos, délen gyakoribb. Magyarországon inkább délen található meg. 
Többnyire elhalt, ritkábban élő lombos fákon (főleg nyárfán, esetleg fűzön) fordul elő, amelynek anyagában fehérkorhadást okoz. Melegkedvelő. Áprilistól novemberig terem. 
Ehető. A mediterrán országokban faforgácson, fűrészporon termesztik.   

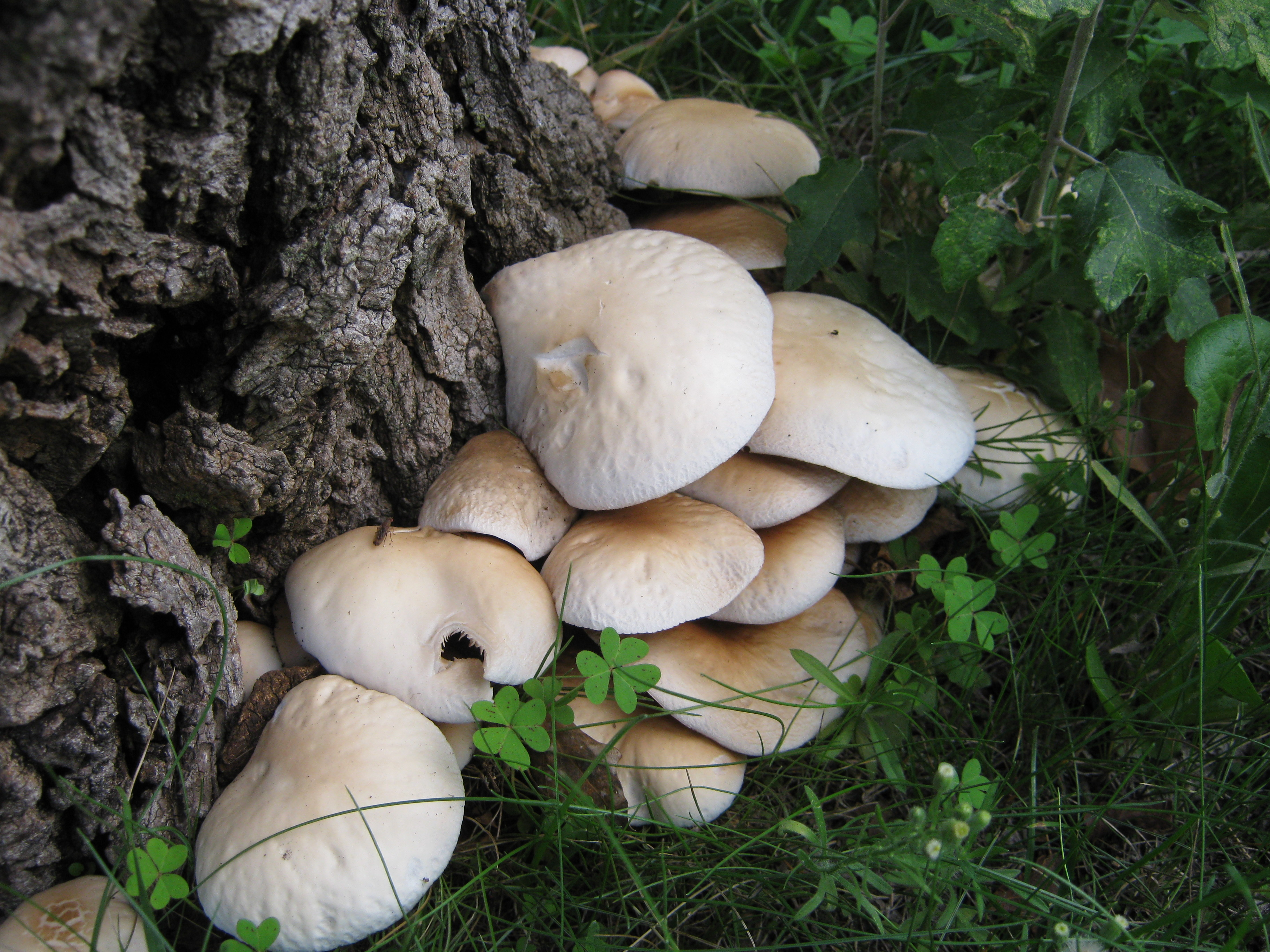
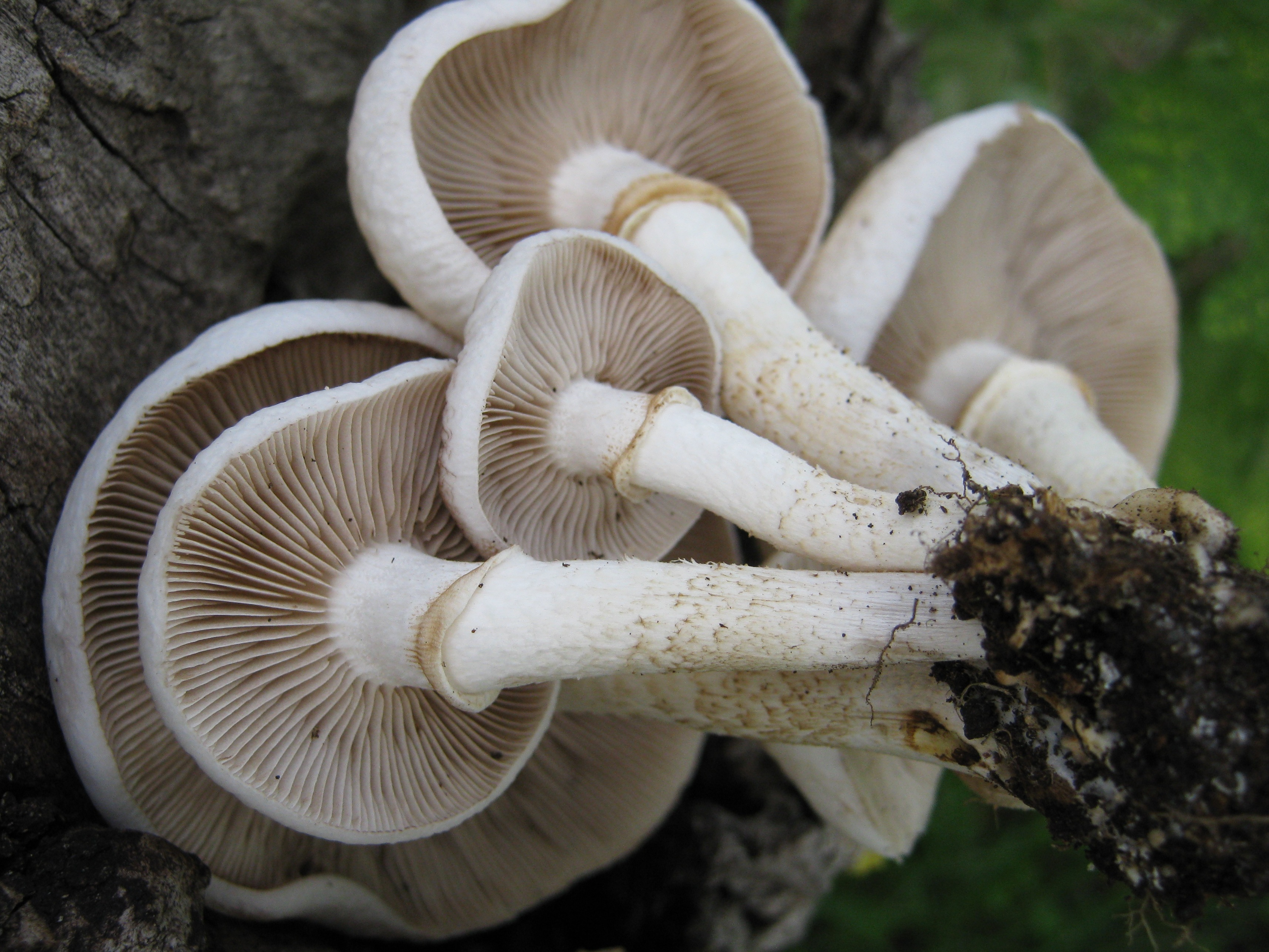
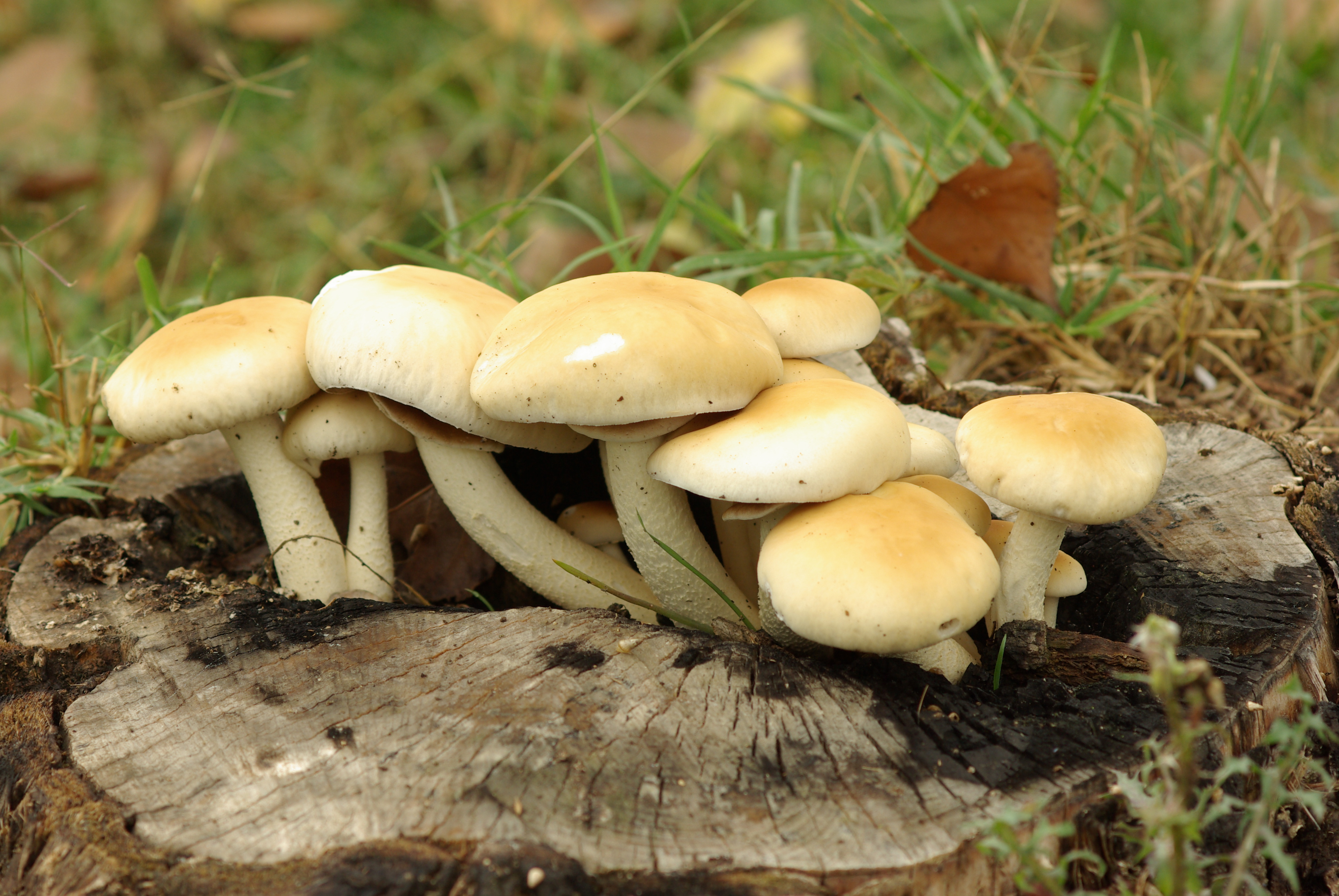
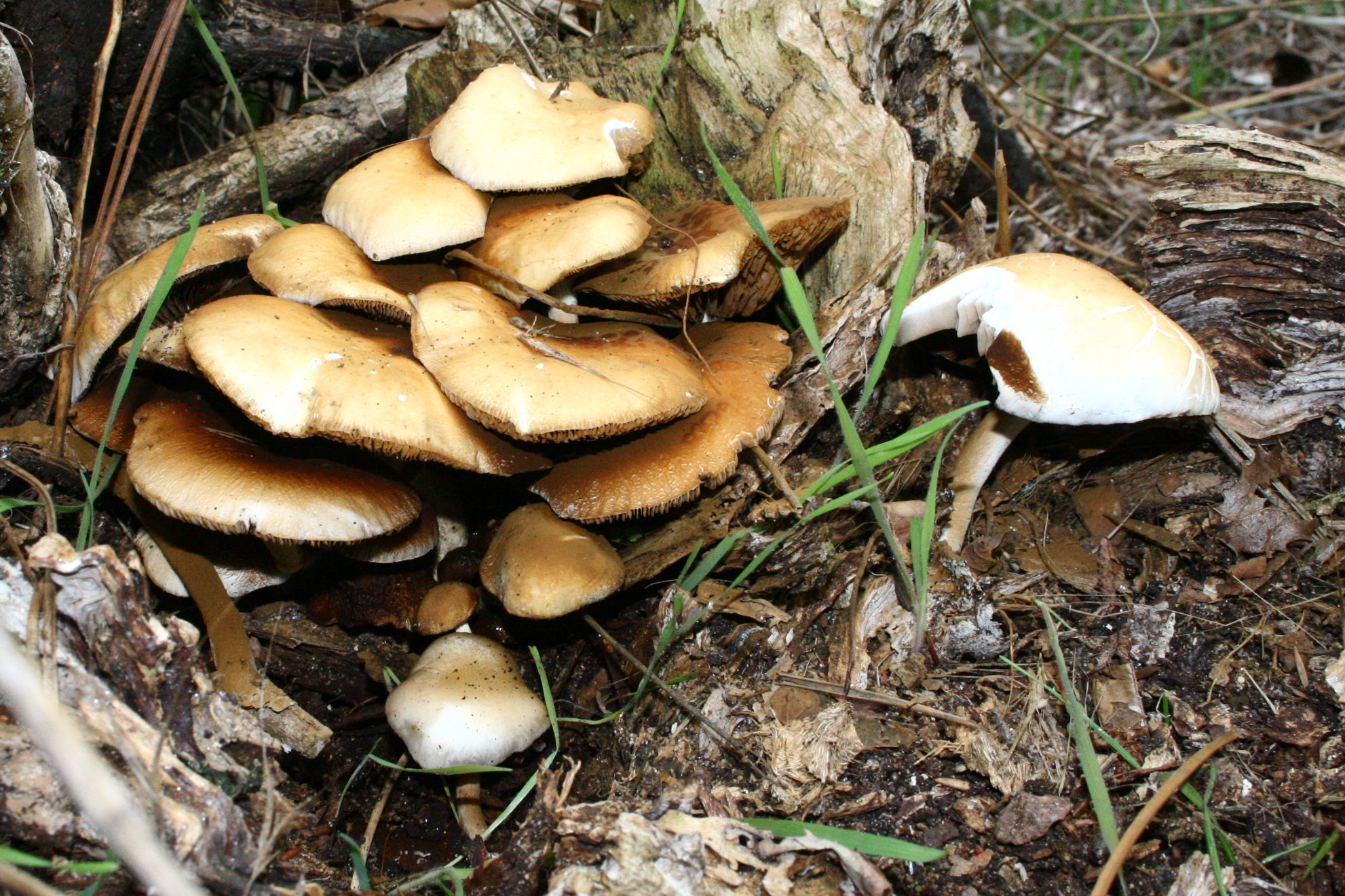
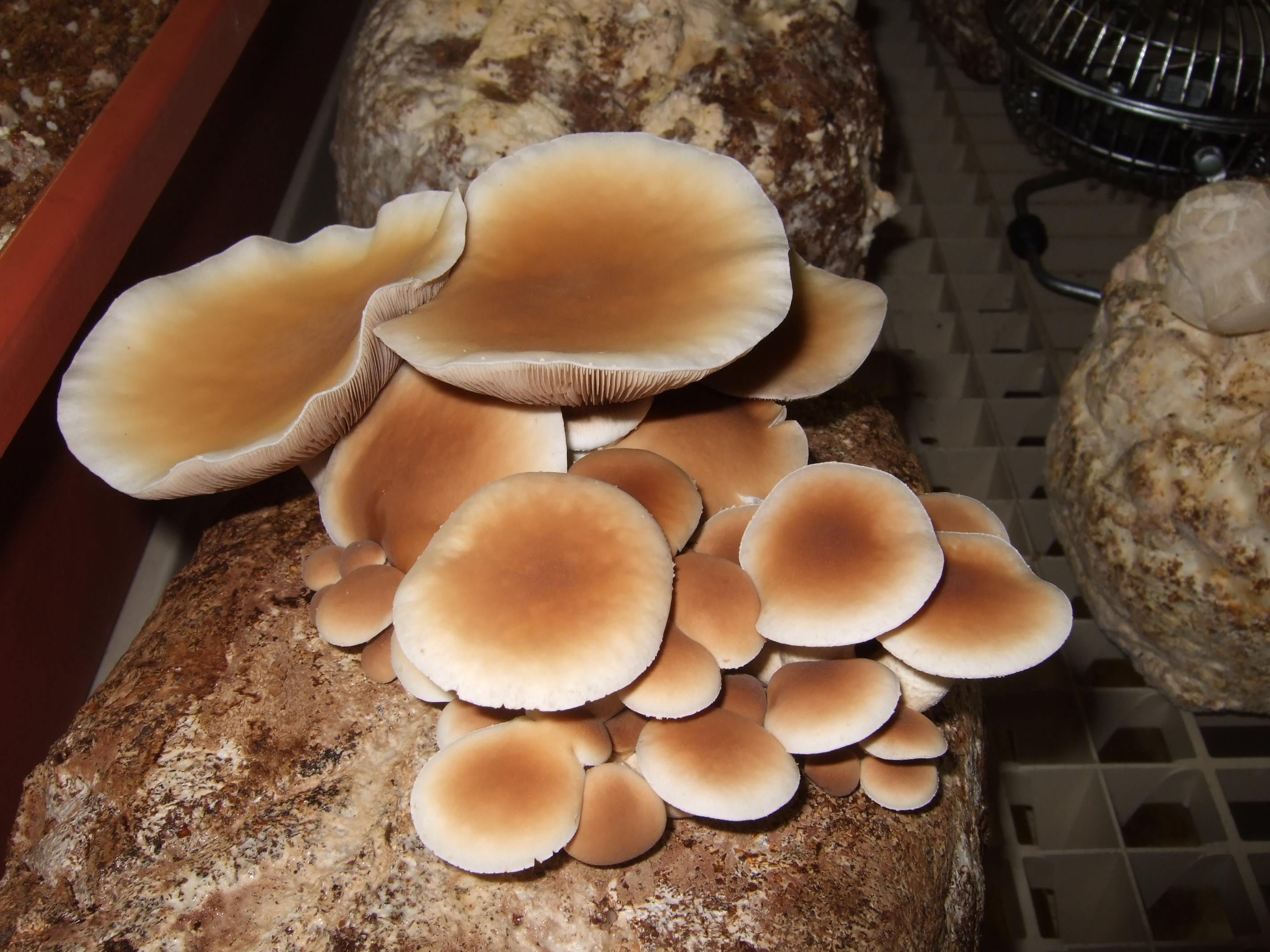